# Érythroblaste
Un érythroblaste (ou normoblaste) est un précurseur médullaire (cellule immature) du globule rouge possedant encore son noyau cellulaire. Dans le processus de l'érythropoïese, il se situe entre le stade de proérythroblaste, et celui de réticulocyte.

## Développement
Il y a quatre stades de développement d'un érythroblaste.

### Pronormoblaste
Le noyau apparaît rond ou ovale et occupe environ les 8/10e de la cellule. On observe un fin réseau chromatinien pourpre après coloration au MGG. Le cytoplasme a un diamètre compris entre 20 et 25 µm et apparaît très basophile, non homogène après coloration.

### Érythroblaste basophile
L'hémoglobine commence à être synthétisée dans l'érythroblaste basophile.
La chromatine du noyau devient plus grossière et se dispose en mottes, les nucléoles ne sont pas présents. Le cytoplasme réduit son diamètre pour atteindre entre 16 et 18 µm. La taille du noyau diminue plus rapidement que celle du cytoplasme. À la coloration MGG, le cytoplasme prend une couleur bleue uniforme.

### Érythroblaste polychromatique
Ou normoblaste polychromatophile.

### Érythroblaste orthochromatique
L'érythroblaste orthochromatique a une coloration cytoplasmique proche de celle de l'érythrocyte mature.